# دون ديفيس (لاعب كرة قدم أمريكية أمريكي)
دون ديفيس (بالإنجليزية: Don Davis)‏ هو لاعب كرة قدم أمريكية أمريكي، ولد في 16 ديسمبر 1943 في سانتا آنا في الولايات المتحدة.

## وصلات خارجية
- دون ديفيس على موقع مرجع كرة القدم المحترفة.كوم (الإنجليزية)
- دون ديفيس على موقع JustSportsStats.com (الإنجليزية)